# 私人岛屿

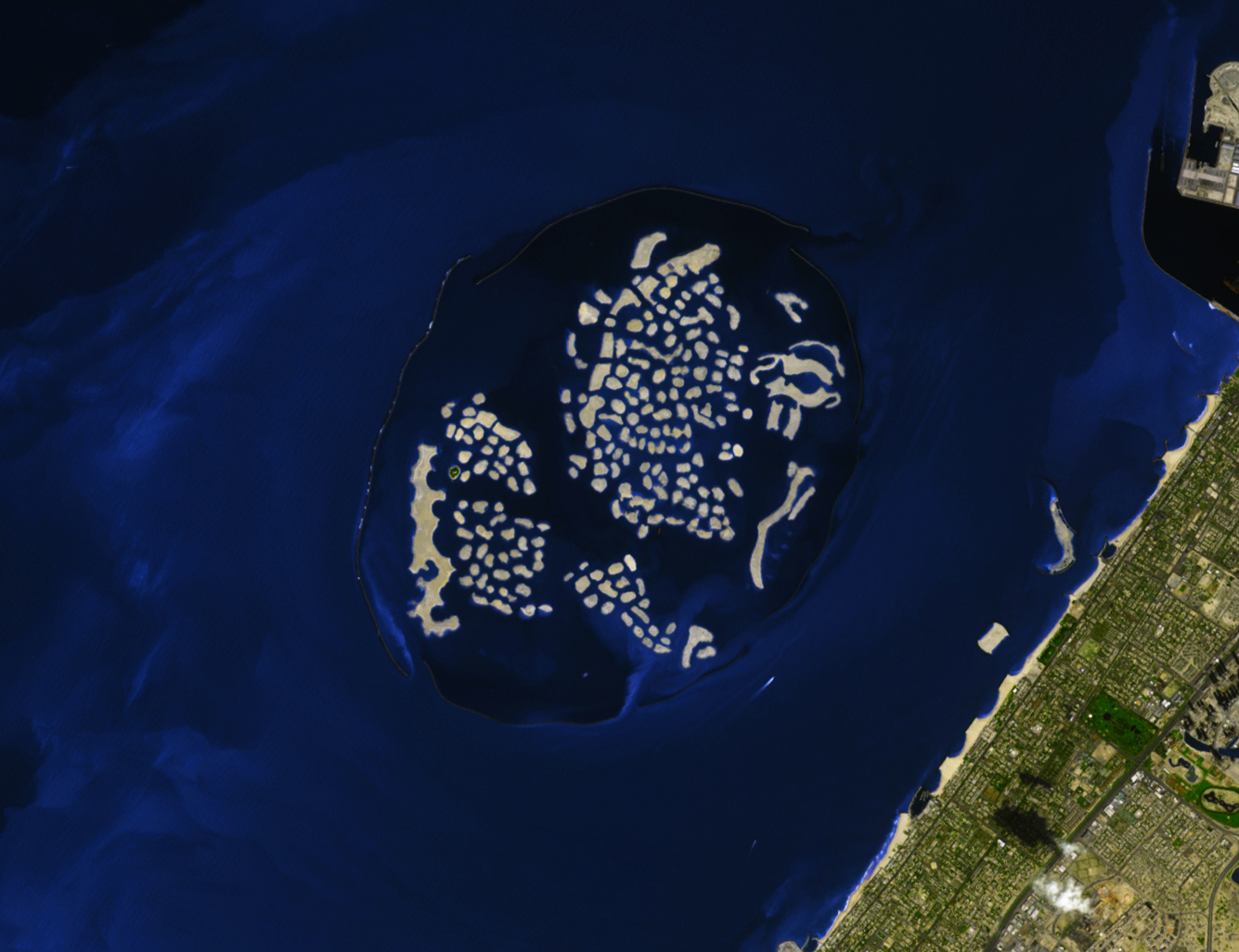
世界群島的一些島嶼屬於私人岛屿

私人岛屿是个人拥有的岛屿，或者拥有比较长时间使用权的岛屿。开发投资盈利和建设私人居所，独享岛屿特性。私人岛屿可分海岛、湖岛、河岛三类。其中海岛投资建设费用最大，也是最能体现私人岛屿个性的岛屿。